# Torredembarra
Torredembarra ist eine Stadt in der katalanischen Provinz Tarragona im Nordosten Spaniens. Sie liegt in der Comarca Tarragonès.

## Geographische Lage
Die Gemeinde liegt zwischen Tarragona (13 km) und Barcelona (75 km) an der Costa Daurada und wird durch die Nationalstraße N-340, die Autobahn AP-7 und die Bahnlinie Barcelona-Tarragona erschlossen.

## Geschichte
Torredembarra oder La Torre, wie die Stadt auch oft (inoffiziell) genannt wird, ist römischen Ursprungs. Die Bedeutung der Siedlung begann aber erst 1057 mit der Schenkung Raimund Berengars I., des Grafen von Barcelona, an einige Ritter, die sich im Gegenzug verpflichteten, einen steinernen Turm zu errichten. Der einfache Turm wurde zunächst Clará, später Torredembarra genannt. Aus dieser Siedlungszeit zeugen noch die romanischen Teile der Kirche Sant Joan de Clará. Nachdem diese alte Burg im Laufe der Zeit verfallen war, ließ der örtliche Feudalherr Lluís d’Icart 1565 in der Mitte der heutigen Stadt eine Wohnfestung bauen.
Die Stadt erweiterte sich im 18. Jahrhundert aufgrund des Aufschwungs des Handels und der Geschäfte der reichen Amerikaheimkehrer deutlich.

## Wirtschaft
Der historische Fischereiort hat sich ab den 1960er Jahren zu einem touristischen Zentrum entwickelt. Heute ist der Fremdenverkehr eine wesentliche Einnahmequelle von Torredembarra.

## Kultur und Tradition

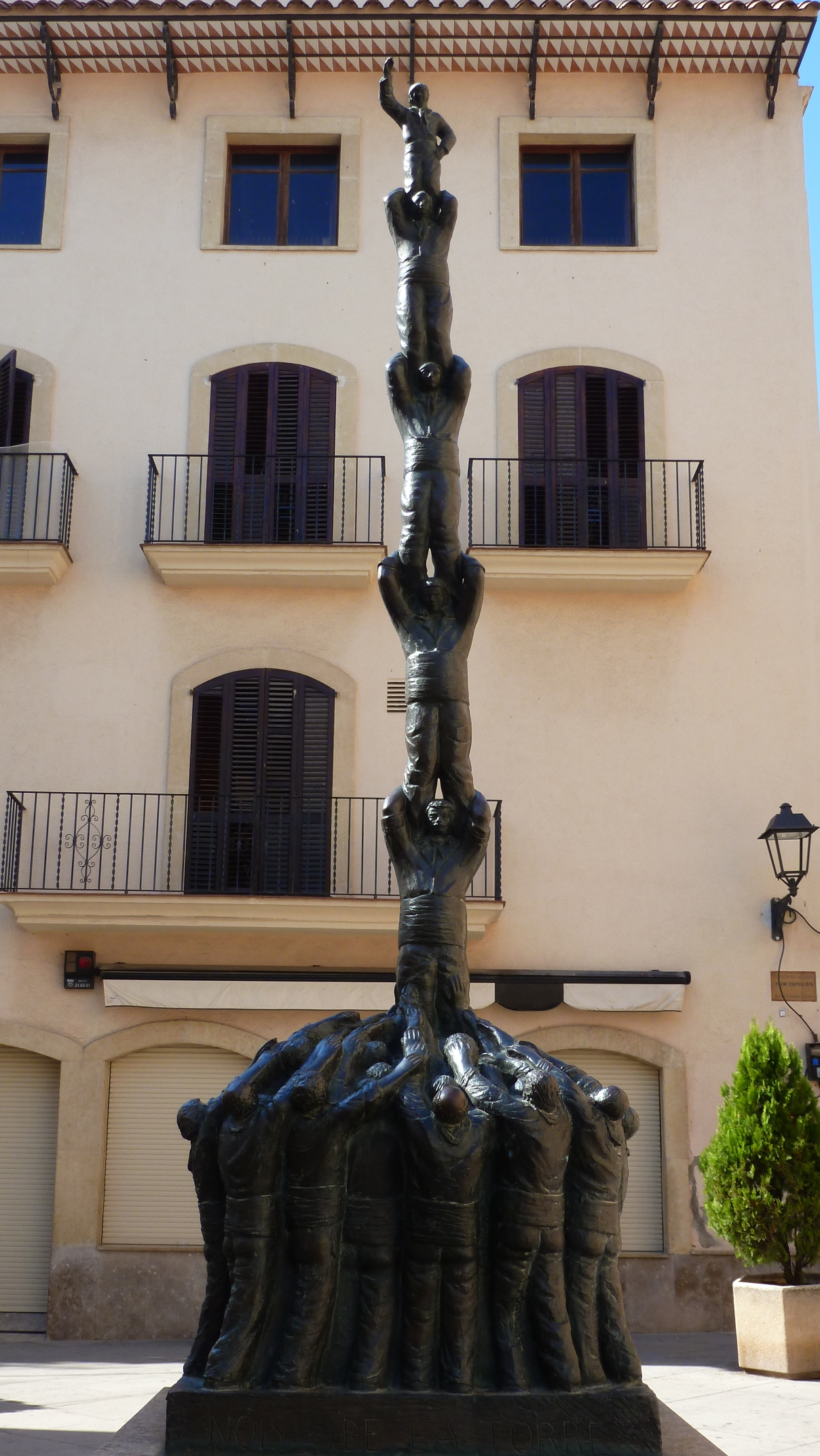
Castell-Statue der Nois de la Torre in der Altstadt von Torredembarra (ein Pde6 Pilar de Sis)

Der Legende nach beendete das Eintreffen eines Bildes der Heiligen Rosalia 1640 eine Pestepidemie. Daher ist nicht der eigentliche Namenstag der Schutzheiligen am 4. September der höchste Feiertag in Torredembarra, sondern der Jahrestag des Eintreffens des Bildes, und es wird am 15. Juli La Festa del Quadre de Santa Rosalia („Fest des Bildes der Heiligen Rosalia“) gefeiert.
Torredembarra hat eine Tradition in Castells-Wettbewerben; 1983 kam es beim Aufbau einer dieser Menschenpyramiden zu einem tödlichen Absturz eines Enxaneta der Gruppe Nois de la Torre.

## Sehenswert

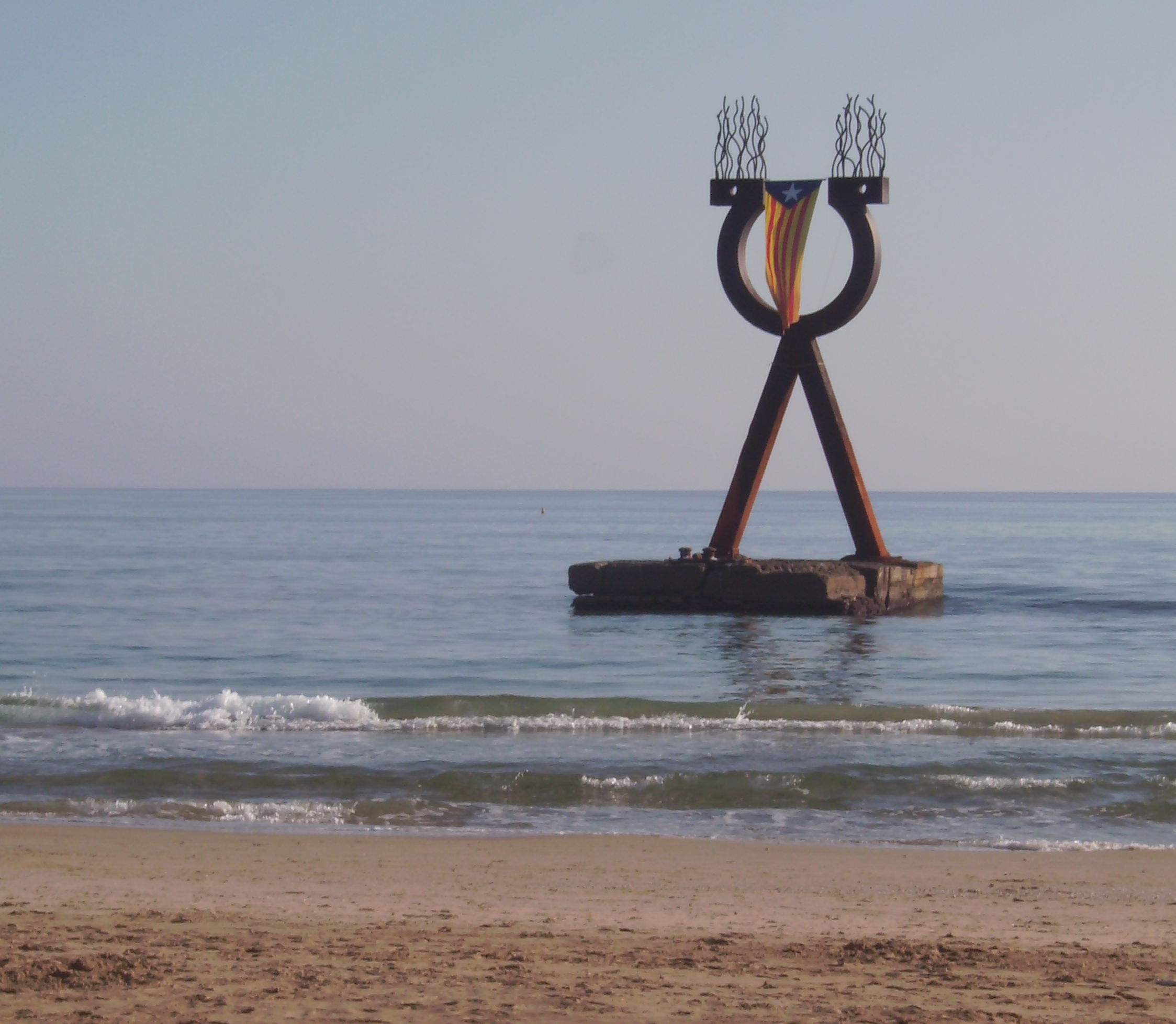
Alfa i Omega von Rafael Bartolozzi

Die Pfarrkirche Sant Pere wurde 1680 errichtet und 1705 mit einer Barockorgel ausgestattet. Dort hängt auch das in Torredembarra verehrte Bild der Heiligen Rosalia.
Das älteste erhaltene Bauwerk des Orts ist der Stadtturm im Mudejarstil aus dem 12. oder 13. Jahrhundert. Er dürfte Teil der alten Burg gewesen sein.
Das Rathaus von Torredembarra in der ehemaligen Wohnfestung von Lluís d’Icart ist das einzige weltliche Renaissancegebäude, das in Katalonien erhalten ist.
Vor dem 4 km langen, feinsandigen Strand befand sich von 1999 bis 2018  auf einem Betonsockel, auf dem früher die Schleppmaschinerie für die Fischerboote befestigt war, eine Skulptur von Rafael Bartolozzi: „Alfa i Omega“.
Diese Skulptur musste  wegen Rostfraß entfernt werden, soll aber nach einer 2022 durchgeführten Bürgerbefragung  als Wahrzeichen Torredembarras wieder aufgebaut werden. Dabei hat sich die  Skulptur (60,48 %) knapp gegen eine neue Idee, eine dem früher dort montierten Stahlgerüst  nachempfundene Pyramide (39,52 %), durchgesetzt. Ein Termin für die Wiederaufstellung wurde bisher nicht bekanntgegeben.

## Städtepartnerschaft
- Villars im Département Loire, (Frankreich)

## Söhne und Töchter der Stadt
- Gerardo Gatell Valls (1940–1989), Fußballspieler
- Berta Castells (* 1984), Hammerwerferin